# Suseni (Fehér megye)
Suseni falu Romániában, Erdélyben, Fehér megyében.

## Fekvése
Ompolykövesd (Pătrângeni) közelében fekvő település.

## Története
Suseni korábban Ompolykövesd része volt. 1956 körül vált külön, 178 lakossal.
1966-ban 247 lakosából 246 román, 1 cigány volt. 1977-ben 245 lakosa volt, melyből 243 román, 2 cigány, 1992-ben 168 lakosából 156 román, 12 cigány, 2002-ben pedig 158 román lakosa volt.